# Новосолдатське
Новосолда́тське — село в Україні, у Бердянському районі Запорізької області. Населення становить 146 осіб. Орган місцевого самоврядування — Берестівська сільська громада.

## Географія
Село Новосолдатське знаходиться на лівому березі річки Берда, на протилежному березі — села Глодове, Карла Маркса та Миколаївка.

## Історія
- 1812 — дата заснування.

## Пам'ятки
Біля села розташована пам'ятка природи — Гранітні Скелі.